# Grötö
Gröto is een plaats en eiland in de gemeente Öckerö in het landschap Bohuslän en de provincie Västra Götalands län in Zweden. De plaats heeft 90 inwoners (2005) en een oppervlakte van 19 hectare. Het eiland ligt in het noordelijke deel van de Göteborg-archipel. Er is een verbinding per veerboot met Björkö.